# ベンツ・ヴィクトリア
ベンツ・ヴィクトリア（Benz Viktoria ）は、カール・ベンツによって1892年から1898年に生産された自動車である。1892年に発売され、ドイツ全土に大量に販売された。

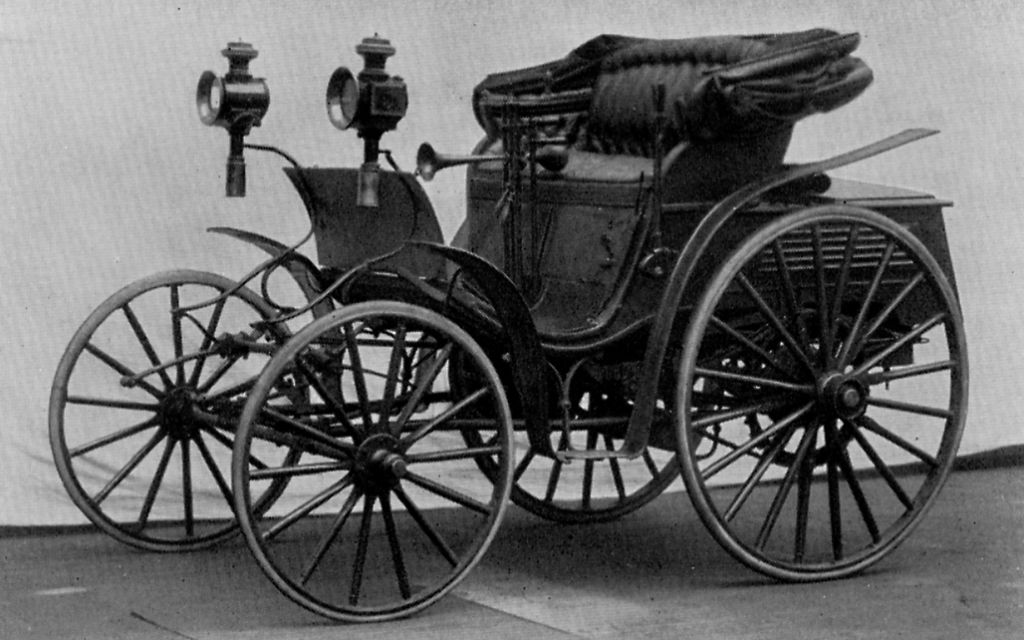
ベンツ・ヴィクトリア

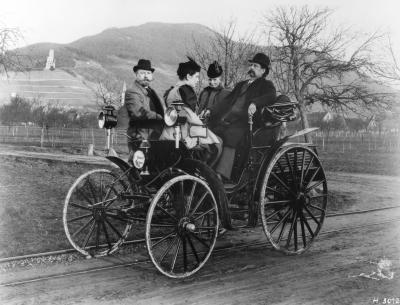
ヴィクトリアで旅行するベンツ夫妻と娘のクララ達（1894年）

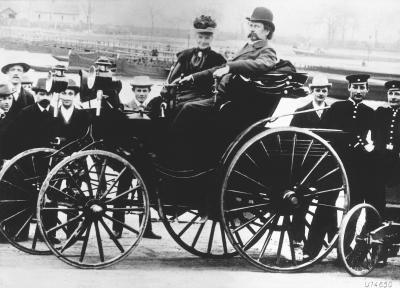
ヴィクトリアに乗るカール・ベンツとベルタ

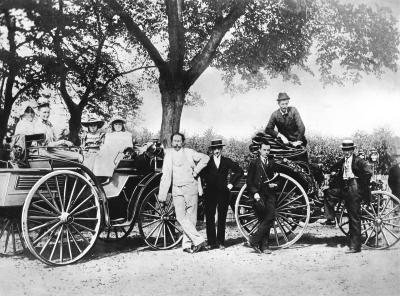
カール・ベンツ一家とテオドール・フォン・リービーク男爵。ヴィクトリアとヴィザ・ヴィ・パテント・モトールヴァーゲンでの旅行の様子（1894年）